# 瓦列里亞諾夫卡 (布利茲紐基區)
48°54′25″N 36°39′14″E / 48.90694°N 36.65389°E
瓦雷爾亞諾夫卡（烏克蘭語：Валер'яновка）是位於烏克蘭東部的村莊，由哈爾科夫州洛佐瓦區的布利茲紐基市鎮負責管轄。該村始建於1902年，面積0.48平方公里，海拔高度177米，2001年人口133，人口密度每平方公里277.1人。